# Montera picona
Le montera picona est un chapeau traditionnel asturien, fait de laine noire et porté par les hommes. Il dispose d'un bout pointu et était autrefois utilisé pour couvrir le visage contre le froid, mais il est maintenant en grande partie utilisé pour l'ornement. Il est moins porté à présent, mais reste un symbole de la culture asturienne.